# ジャンニ・ザイフェルローン
ジャンニ・ザイフェルローン（Gianni Zuiverloon, 1986年12月30日 - ）は、オランダ・ロッテルダム出身の元サッカー選手。現役時代のポジションはディフェンダー。

## 経歴
クラブ
空手や水泳といった他のスポーツに飽きたことから6歳でサッカーを始めた。彼の母親はサッカーについてあまり多くを知らず、イエローページでチームを探して電話をかけた相手が名門フェイエノールトだった。フェイエノールトはユースの練習にザイフェルローンが参加するのを認め、練習の結果からチームに加入することを認めた。そこから11年をフェイエノールトのユースで過ごした。チームメイトのダストリー・ムルダーが負傷したため、ルート・フリット監督はザイフェルローンをトップチームに招集した。2004年8月22日のヴィレムII戦でデビューした。そのシーズンは10試合に出場して無得点だった。出場機会を得るために2005-06シーズンはRKCヴァールヴァイクにレンタル移籍して28試合に出場し、後に在籍するSCヘーレンフェーンからシーズン唯一となる得点を決めた。2006年6月、3年契約でSCヘーレンフェーンに移籍した。
2008年7月2日、3年契約でイングランドのウェスト・ブロムウィッチ・アルビオンFCに移籍した。移籍金は320万ユーロ。
オランダ代表
2006年のUEFA U-21欧州選手権に参加して3試合に出場した。2007年、フォッペ・デ・ハーン監督に招集されて自国開催のUEFA U-21欧州選手権で2連覇を達成した。ファーストラウンドでは1-0で勝利したイスラエル戦、2-1で勝利したポルトガル戦に出場し、準決勝進出と北京オリンピック出場権を確定させた。準決勝のイングランド戦では1-1で延長にもつれ込み、最終的には32人が蹴ったPK戦によってオランダの勝利が決まった。このPK戦で彼は2度蹴ったが、1回目はオランダの7人目で成功させ、2回目はオランダの16人目で勝利を決定させたPKを蹴った。決勝ではセルビアに4-1で快勝した。大会後には大会のベストイレブンに選ばれた。2008年の北京オリンピックでは準々決勝でアルゼンチンに敗れた。

## 所属クラブ
- 2004-2006  フェイエノールト

→ 2005-2006  RKCヴァールヴァイク (Loan)
- 2006-2008  SCヘーレンフェーン
- 2008-2011  ウェスト・ブロムウィッチ・アルビオンFC

→ 2010  イプスウィッチ・タウンFC (Loan)
- 2011-2012  RCDマヨルカ
- 2012-2013  SCヘーレンフェーン
- 2013-2016  ADOデン・ハーグ
- 2016-2018  クルトゥラル・レオネサ
- 2018-2019  デリー・ディナモスFC
- 2019-2020  ケーララ・ブラスターズFC
- 2020-2021  ADOデン・ハーグ